# En quête de preuves (série télévisée, 1994)
 (mai 2018).
Si vous disposez d'ouvrages ou d'articles de référence ou si vous connaissez des sites web de qualité traitant du thème abordé ici, merci de compléter l'article en donnant les références utiles à sa vérifiabilité et en les liant à la section « Notes et références ».
Pour les articles homonymes, voir En quête de preuves.
En quête de preuves (Im Namen des Gesetzes) est une série télévisée allemande en 193 épisodes de 45 minutes créée par Michael Alexander et diffusée entre le 13 septembre 1994 et le 30 octobre 2008 sur RTL Television.
En France, la série a été diffusée à partir du 20 novembre 2000 sur France 2 puis rediffusée sur France 3 et sur NRJ 12, et en Belgique sur la RTBF.

## Synopsis
Cette série met en scène les forces de l'ordre et le cabinet du Procureur. La plupart de l'action se situe à Berlin. Les deux coéquipiers, Bonhoff et Kehler, parcourent la ville pour rechercher les coupables de délits ou de crimes, et ce, sous l'autorité des procureurs Lotze et Glaser, remplacés par les procureurs Kampenn et Sturm par la suite.
La série est une adaptation de la série New York, police judiciaire, mais aucunement décidée et produite par Dick Wolf, contrairement aux autres adaptations des séries du concept Law and Order (Paris, enquêtes criminelles, Londres, police judiciaire).

## Accroche
« Ce récit est tiré de faits réels. Il décrit la coopération entre la police et le procureur. Le cabinet du procureur mandate les forces de l'ordre pour identifier les délits et poursuivre les coupables devant les tribunaux. La police et le procureur agissent ensemble, en quêtes de preuves. »

## Distribution
- Wolfgang Bathke (VF : Jean-Pierre Gernez) : Commissaire Criminel Principal Stefan Kehler (1994-2008)
- Matthias Bullach (de) (VF : Guillaume Orsat) : Commissaire Criminel Adjoint Mickaël « Mike » Eschenbach (†) (1994-1996)
- Henry van Lyck (VF : Max André) : Procureur Général Gerhard Lotze (1994-2003)
- Britta Schmeling (de) (VF : Barbara Villars) : Procureur Charlotte Glaser (1994-2004)
- Uwe Fellensiek (de) (VF : Bernard Bollet) : Commissaire Criminel Peter Wolniak (1996-1998)
- Max Gertsch (de) (VF : Pascal Germain) : Commissaire Criminel Ralf Bongartz (1998-2000)
- Wolfgang Krewe (VF : Cyril Artaux): Commissaire Criminel Adjoint Alexander dit "Alex" Bonhoff (2000-2008)
- Michael Fitz (VF : Guillaume Lebon): Procureur Général Max Brunner (2004-2005)
- Axel Pape : Procureur Général Tobias Kampenn (2005-2008)
- Mariella Ahrens (VF : Marjorie Frantz) : Procureur Lisa Sturm (2005-2008)
- Klaus Schindler (de) (VF : Julien Thomast) : Médecin légiste Dr Duhler (1994-2008)
- Brigitte Beyeler (de) (VF : Virginie Mery) : Susanne Clausen (1997, 1998, 2000, 2001)
- Magdalena Ritter (de) (VF : Véronique Augereau) : Karen Kerstin

## Personnages
- Commissaires :
  - Commissaire Criminel Principal (KHK) Stefan Kehler : il n'est jamais absent de la série, contrairement à la plupart des autres protagonistes souvent remplacés temporairement ou définitivement.
  - Commissaire Criminel Adjoint (KOK) Mike Eschenbach (†) : il fut tué par deux criminels, laissé inconscient dans un bâtiment en flammes, ce qui provoqua quelque temps une dépression chez Kehler, malgré l'arrivée de son "remplaçant", 1994-1996.
  - Commissaire Criminel (KK) Peter Wolniak : successeur du Commissaire Criminel Adjoint Eschenbach (assassiné), Wolniak mènera l'enquête de l'assassinat du Commissaire Eschenbach, 1996-1998.
  - Commissaire Criminel (KK) Ralf Bongartz : successeur du Commissaire Criminel Wolniak, 1998-2000.
  - Commissaire Criminel Adjoint (KOK) Alexander "Alex" Bonhoff : successeur du Commissaire Criminel Bongartz, depuis 2000.

- Procureurs :
  - Gerhard Lotze : pour l'anecdote, il lui arrive de temps en temps de jouer au golf avec quelqu'un de « bien placé ».
  - Max Brunner : remplaçant du Procureur général Lotze.
  - Charlotte Glaser : premier Substitut des Procureurs généraux Lotze et Brunner.
  - Lisa Sturm : remplaçante de Charlotte Glaser, premier Substitut des Procureurs généraux Brunner et Kampenn.
  - Tobias Kampenn : remplaçant du Procureur général Brunner.

- Saisons 1-2 : KHK Kehler, KOK Eschenbach, Procureur général Lotze, Procureur Glaser
- Saisons 2-3-4 : KHK Kehler, KK Wolniak, Procureur général Lotze, Procureur Glaser
- Saisons 4-5-6 : KHK Kehler, KK Bongartz, Procureur général Lotze, Procureur Glaser
- Saisons 6-7-8-9-10 : KHK Kehler, KOK Bonhoff, Procureur général Lotze, Procureur Glaser
- Saisons 10-11 : KHK Kehler, KOK Bonhoff, Procureur général Brunner, Procureur Glaser
- Saisons 11-12- : KHK Kehler, KOK Bonhoff, Procureur général Kampenn, Procureur Sturm

## Épisodes

### Première saison (1994)
1. En plein cœur (Blattschuß)
2. Le faux médecin (Fenstersturz)
3. Cible mouvante (Tödliche Distanz)
4. Abus de pouvoir (Die Mutprobe)
5. Liberté de courte durée (Kurze Freiheit)
6. Match éliminatoire (Endspiel)
7. Pleine lune (Vollmond)
8. Qui a tué Anastasia ? (Die schöne Studentin)
9. Trahison (Verraten und verkauft)
10. Dégâts matériels (Blechschaden)
11. La petite fille et la mafia (Zweimal ermordet)
12. Joyeux Noël (Frohe Weihnachten)
13. Voyage sans issue (Menschenschlepper)

### Deuxième saison (1996)
1. Un témoin imprévu (Kalaschnikow frei Haus)
2. Court-circuit (Kurzschluß)
3. Imposture (Der Außenseiter)
4. L'honneur des malfrats (Ganovenehre)
5. Le squat (Fassadenschwindel : Teil 1)
6. Le squat (Fassadenschwindel : Teil 2)
7. Le chien du lac (Herr und Hund)
8. Le dernier verre (Auf und davon)
9. Témoins muets (Trauma)
10. La dernière fête (Die letzte Fete)
11. Mort naturelle (Leerlauf)
12. L'informateur (Der Tip)
13. Tirs croisés (Kreuzfeuer)
14. Croyance aveugle (Tödlicher Glaube)
15. Un rêve brisé (Siebzehn Jahr)
16. Le vigile (Detektive)
17. Complicité criminelle (Hinter den Kulissen)
18. Mauvaises fréquentations (Der Hausboy)
19. Retraite éternelle (Das Heim)
20. Fin de croisière (Ende eines Ausflugs)
21. Le diplomate (Der Diplomat)
22. Le bouc émissaire (Tod im Netz)

### Troisième saison (1998)
1. La vengeance (Selbstjustiz)
2. Le tueur de la pleine lune (Der Vollmondmörder)
3. Janus (Unfall)
4. Crimes d'amour (Doppelpack)
5. La disparition de Martha (Babymord)
6. Le grand saut (Tödliches Wissen)
7. Un vieux compte à régler (Alte Rechnung)
8. Un signe du destin (Die Gunst der Stunde)
9. L'enfant de la honte (Kukuckskind)
10. La balançoire (Der gute Onkel)
11. Le coup de grâce (Der dritte Strich)
12. Le petit doigt (Der kleine Finger)
13. L'enlèvement (Der letzte Schlag)
14. Le chantage (Die Erpressung)
15. Les adeptes (Götterdämmerung)
16. Mal aimés (Graffiti)

### Quatrième saison (1998-1999)
1. Électrochoc (épisode double) (Schleichender Tod)
2. Monster (Monster)
3. La réclamation (Die Reklamation)
4. Huis clos (Hinter Gittern)
5. Faux diagnostic (Fehldiagnose)
6. Vengeance amère (Standgericht)
7. La preuve par trois (Die Geisel)
8. Entraînement mortel (Tödliches Training)
9. Le devin (Das Orakel)
10. Erreur judiciaire (Fehlurteil)
11. Les chercheurs de trésor (Doppelmord)
12. Défense ambivalente (Die dunkle Seite)
13. Vengeance empoisonnée (Mit Gift)
14. Cœur fragile (Tod durch Liebe)
15. L'addition (Die Abrechnung)
16. Les gladiateurs (Auf Leben und Tod)
17. Le secret de Francisca (Franziskas Geheimnis)

### Cinquième saison (1999-2000)
1. Meurtre sans meurtrier (Mord ohne Mörder)
2. Machination diabolique (Teuflische Rache)
3. Mort en bout de course (Taxi ins Jenseits)
4. L'ombre de la mort (Tod und begraben)
5. Vendredi 13 (Freitag der 13.)
6. Le prix de la vérité (Preis der Wahrheit)
7. Faux-semblant (Schatten des Todes)
8. La marque du diable (Der Dämon)
9. L'écharpe compromettante (Unter Verdacht)
10. Trop tôt, trop tard (Unerwünscht)
11. Mortelle perversion (Hot Girl)
12. Lettre anonyme (Stille Post)
13. La brebis galeuse (Das schwarze Schaf)
14. La pièce manquante (Falsche Freunde)
15. Comédie dramatique (Entwischt)
16. Un crime presque parfait (Tod auf Raten)

### Sixième saison (2000-2001)
1. Justice expéditive (Kurzer Prozeß)
2. Un cœur à prendre (Herzraub)
3. Méprise d'enfant (Entführt)
4. La mort dressée (Der dressierte Tod)
5. Souvenir fatal (Verhangnisvolle Erinnerung)
6. L'amour d'une mère (Mutterliebe)
7. Jeux de rôles (Game Over)
8. Une question d'honneur (Eine Frage der Ehre)
9. Le duel (Das Duell)
10. Le fantôme (Das Phantom)
11. Enquête interne (Interne Ermittlungen)
12. Le cambriolage (Einbruch)
13. Mort en salle d'opération (Tod im OP)
14. Traces de sang (Blutige Spur)
15. Post-mortem (Der kalte Tod)
16. Déception amoureuse (Enttäuschte Liebe)
17. Macabre découverte (Kopflos)
18. Un plan risqué (Riskantes Spiel)
19. La chasse à l'homme (Hetzjagd)
20. Le meurtre de la Saint-Jean (Feuertod)

### Septième saison (2002-2003)
1. Drame familial (Verhängnisvolle Affäre)
2. Traitement de choc (Schocktherapie)
3. Les dieux en blanc (Schmutzige Geschäfte)
4. Le déshonneur (Das Attentat)
5. Jalousie criminelle (Tödliches Mandat)
6. Une sale affaire (Brautraub)
7. Un couple infernal (Anschlag bei Nacht)
8. Relations coupables (Die Schande)
9. La mort au téléphone (Tod am Telefon)
10. L'assassin aux deux visages (Das Zweite Gesicht)
11. Six années plus tard (Rabenkind)
12. titre français inconnu (Geschäft mit dem Tod)
13. Sombre héritage (Dunkles Erbe)
14. Les manoœuvres (Manöverspiel)
15. La dernière course (Todesfahrt)
16. Le disciple (Kinder des Satans)
17. Double Protection (Doppelt hält besser)

### Huitième saison (2003-2004)
1. Amour aveugle (Blinde Liebe)
2. La haine au féminin (Tödlicher Hass)
3. Des coups dans la nuit (Schüsse in der Nacht)
4. titre français inconnu (Schnappschuß)
5. Le pavé de la discorde (Grabsteine)
6. Les sœurs ennemies (Tod eines Callgirls)
7. titre français inconnu (Zerbrochene Freundschaft)
8. Silence de mort (Todesspiel)
9. Les colocataires (Mörderisches Quartett)
10. Les droits d'un homme (Verhör ohne Gnade)
11. titre français inconnu (Bei Freispruch Mord)
12. Extorsion de fonds (Die Geldfalle)
13. Frère et sœur (Der Tod und das Mädchen)
14. titre français inconnu (Tödliches Rendezvous)
15. titre français inconnu (Doppelleben)
16. Criminel à bord (Tod auf der Spree)

### Neuvième saison (2004-2005)
1. La fille perdue (Die verlorene Tochter)
2. Le créancier (Die Schuldenfalle)
3. Hérédité (Fatale Schöpfung)
4. La mort au tournant (Spurlos verschwunden)
5. titre français inconnu (Luzifer)
6. titre français inconnu (Menschenfresser)
7. titre français inconnu (Schwere Kindheit)
8. Entre amis (Unter Freunden)
9. titre français inconnu (Aus dem Leben gerissen)
10. Le vantard (Ein fast perfekter Mord)
11. Secret professionnel (Totgeschwiegen)
12. Troisième mi-temps (Zerbrochenes Eis)
13. Retour tragique (Bittere Schokolade)
14. Petite annonce mortelle (Videobeweis)
15. titre français inconnu (Hilflos)
16. Mauvaise influence (Das Spiel ist aus)
17. titre français inconnu (Ein kurzes Leben)
18. Le poids de la culpabilité (Missbrauch)
19. Double expertise (Falsches Spiel)
20. Séduction fatale (Die letzte Stunde)
21. Kidnapping (Tod im Kindergarten)
22. Tentative d'évasion (Fluchtversuch)

### Dixième saison (2005)
1. La vie n'a pas de prix (Voll saniert)
2. La femme invisible (Blondes Gift)
3. Affaire de famille (Stirb, Mörder !)
4. La danseuse étoile (Das Wunderkind)
5. Justice personnelle (Hardliner)
6. Injection mortelle (Zeit zum Sterben)
7. Flashé (Geblitzt)
8. Fantasmes (Hotline)

### Onzième saison (2006-2007)
1. titre français inconnu (Junge Liebe)
2. Manipulations (Doppelspiel)
3. Mon meilleur ami (Wer hat, der hat)
4. L'amour en cendres (Liebeskrank)
5. titre français inconnu (Nie wieder)
6. Prête-moi ta mort (Tote auf Urlaub)
7. titre français inconnu (Vertrauensbruch)
8. titre français inconnu (Panik)
9. Erreur de jeunesse (Geplatzte Träume)

### Douzième saison (2008)
1. Erreur mortelle (Meine Tochter)
2. Cas de conscience (Das Versprechen)
3. Une histoire incroyable (Unglaubwürdig)
4. Un père en colère (Späte Rache)
5. Pour l'amour de Julia (Ein Vater zu viel)
6. Le bateau fantôme (Der Tote am See)
7. Fausses intuitions (Dunkle Ahnung)
8. titre français inconnu (Der Tod kommt zweimal)
9. Preuves brûlantes (Spurensuche)
10. Grossesse cachée (Kinderlos)
11. Un cœur en urgence (Herzlos)
12. Incitation au meurtre (Tödlicher Einbruch)
13. Jalousie meurtrière (Bremsversagen)
14. Maladie d'argent (Nachtschicht)
15. Réveil douloureux (Böses Erwachen)
16. titre français inconnu (Schulzeit)
17. De sang froid (Existenz)
18. Hors contrôle (Kontrollverlust)